# Iulactis
Iulactis is een geslacht van vlinders van de familie sikkelmotten (Oecophoridae), uit de onderfamilie Xyloryctinae.

## Soorten
- I. insignis (Meyrick, 1904)
- I. semifusca Meyrick, 1918